# Bühnenvolksbund

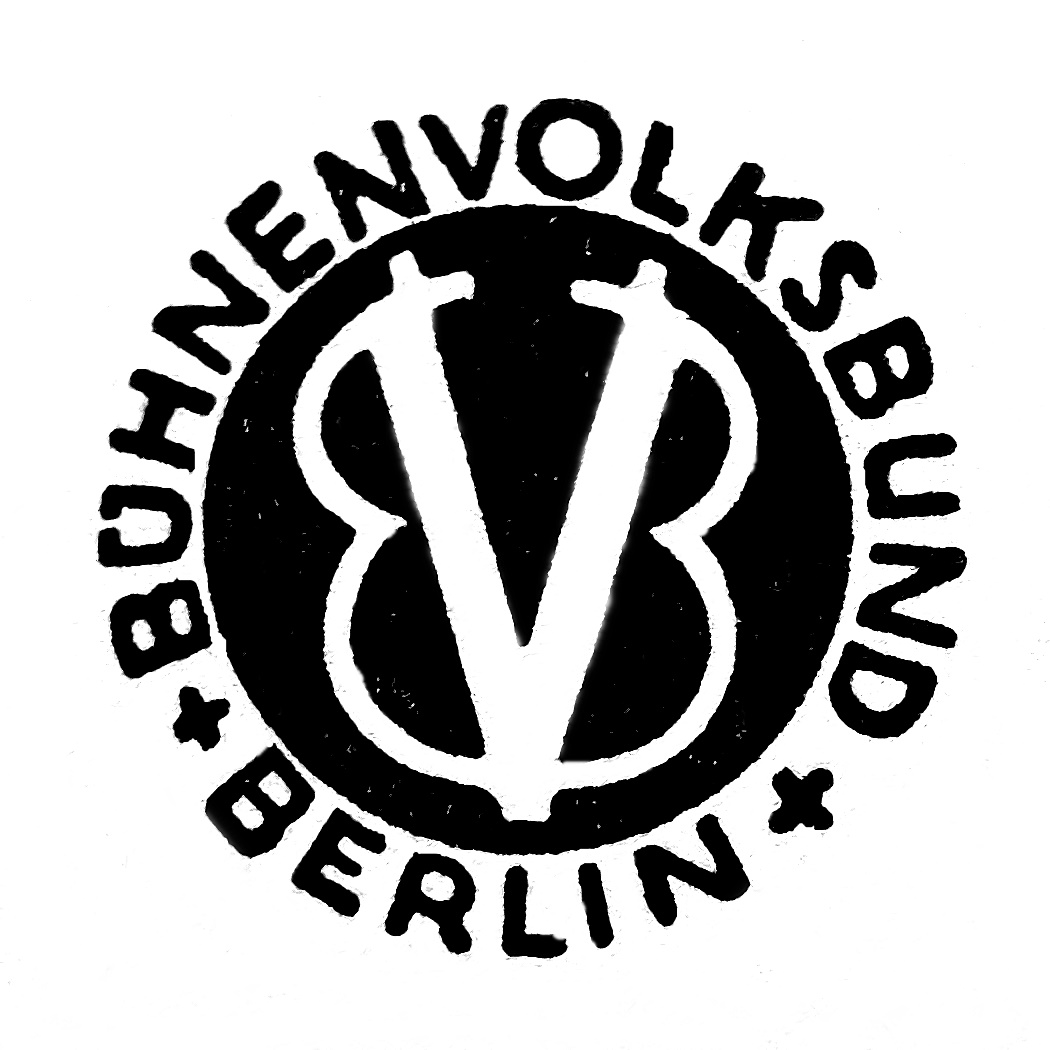
Signet des BVB ab 1925

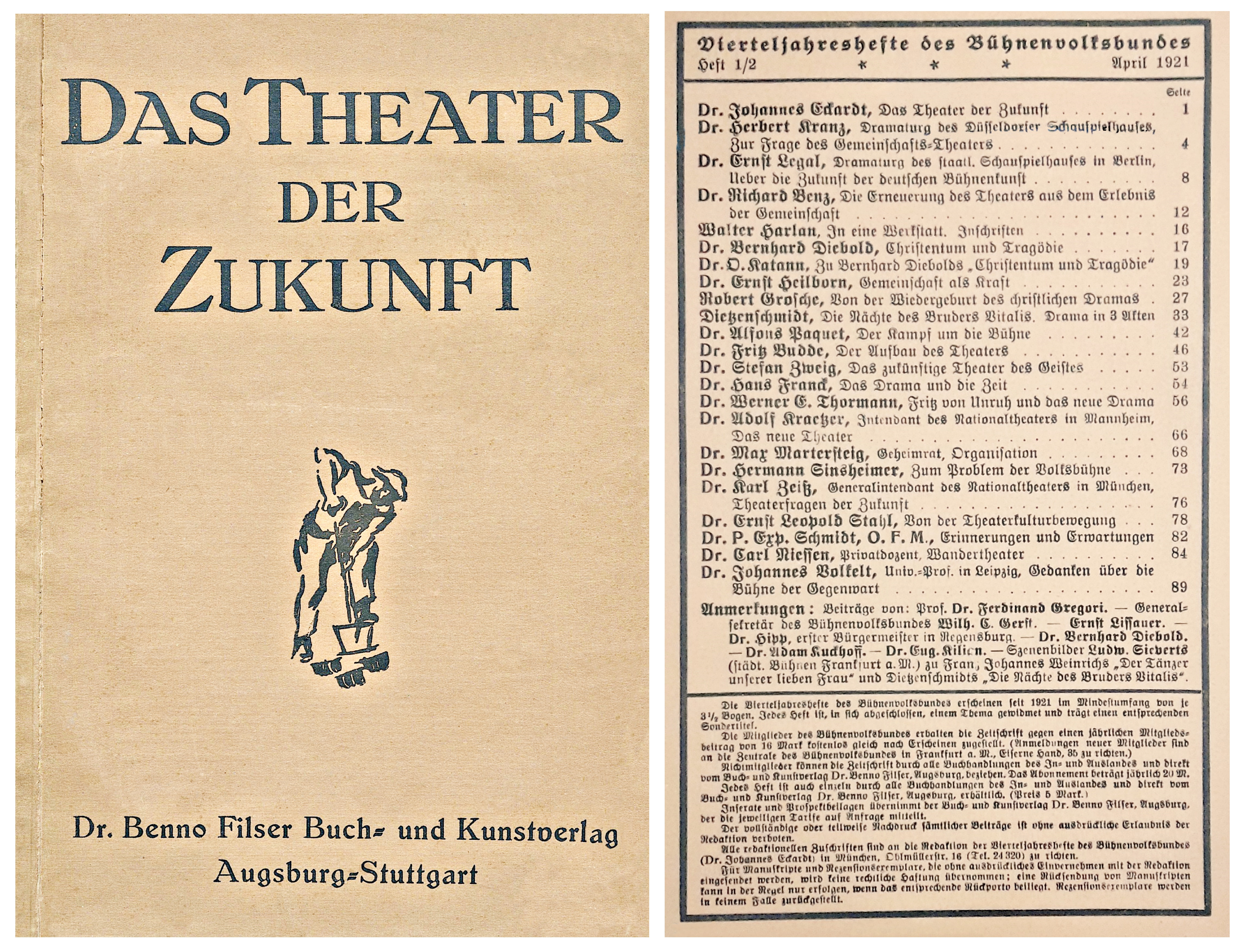
Das Theater der Zukunft. Vierteljahresschrift des Bühnenvolksbundes, Heft 1/2, April 1921

Der Bühnenvolksbund (BVB) war parallel zur Volksbühnen-Bewegung die zweite große Theaterbesucher-Organisation in der Zeit der Weimarer Republik. Der BVB bestand von 1919 bis 1933 und hatte in seiner Blütezeit 17 Landesverbände und 235 Ortsgruppen mit rund 220.000 organisierten Mitgliedern. Der Bühnenvolksbund trug den Namenzusatz Vereinigung zur Theaterpflege im christlich-deutschen Volksgeist und verfolgte ein dramaturgisches und theaterpolitisches Programm mit konservativer Ausrichtung. Ebenso wie die politisch links stehende Volksbühnenbewegung wurde der Bühnenvolksbund im Zuge der NS-Machtergreifung gleichgeschaltet. Eine bürgerliche Traditionslinie setzte sich nach dem Zweiten Weltkrieg fort in dem 1951 gegründeten Bund der Theatergemeinden.

## Geschichte und Struktur

### Gründung
Nach 1900 verbreitete sich der Eindruck von einer ästhetischen und ökonomischen Krise des Theaters. Eine liberale Gewerbeordnung für Theater hatte ab den 1880er Jahren zu einer privatwirtschaftlichen Gründungswelle geführt, die eine boulevardeske Verflachung der Programme nach sich zog, aber auch die Arbeitsbedingungen der Schauspieler und Bühnenarbeiter verschlechterte. Im Kreis der Genossenschaft deutscher Bühnenangehöriger (GDBA) kam der Begriffsgegensatz zwischen rein kommerziell ausgerichtetem Geschäftstheater und einem eher hochkulturellen Kulturtheater auf.

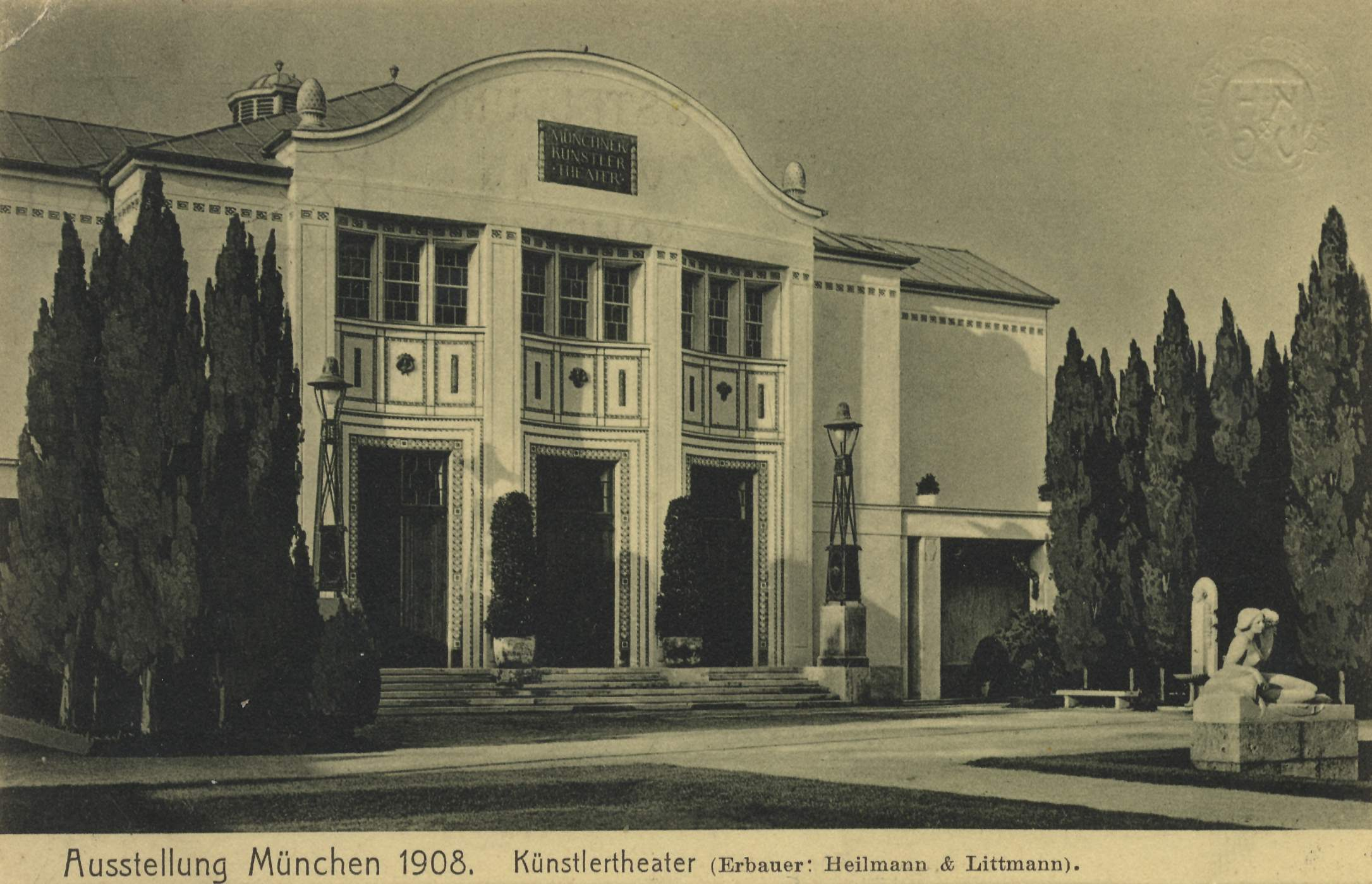
Münchner Künstlertheater 1908

Öffentliche Debatten wurden unter anderem eröffnet von Georg Fuchs vom Münchner Künstlertheater und Thomas Mann, der in seinem Essay Versuch über das Theater von 1908 für ein liturgisch-performatives und kultisches Volkstheater plädierte. Ab 1911 verständigten sich die GDBA und das Reichsamt des Inneren auf eine Novellierung des Theatergesetzes. Mit dem Zusammenbruch des Deutschen Kaiserreiches und der Gründung der Weimarer Republik kam es zu einer Transformation der Theaterlandschaft, weil die ehemaligen Hoftheater der Fürstenhäuser in Staats-, Landes- oder Stadttheater überführt wurden, die im Rahmen der Kulturpolitik erhebliche Subventionen erhielten.
Initiator des Bühnenvolksbundes war der katholische Journalist Wilhelm Karl Gerst, der bereits 1916 zu den Gründern des Verband zur Förderung deutscher Theaterkultur (Theaterkulturverband, TKV) gehört hatte. Dem Theaterkulturverband gehörten Theaterschaffende, Mitglieder politischer Parteien, Kulturvereine und Genossenschaften an. Bis 1918 gründete der Verein 22 Ortsvereine mit mehr als zehntausend Mitgliedern, publizierte die Theaterzeitschrift Dramaturgische Berichte und initiierte Wanderspielgruppen. Der ursprünglich überparteiliche und überkonfessionelle Charakter des Verbandes war offenbar nach der Novemberrevolution und deren gesellschaftlicher Polarisierung nicht mehr aufrechtzuerhalten. So kontaktierte Gerst in seiner Funktion als Hauptschriftleiter des Verbandes Ende 1918 die vor allem christlich ausgerichteten Mitgliedsorganisationen zwecks Ausgründung einer neuen Organisation. Sie konstituierten am 9. April 1919 den Bühnenvolksbund, unter Übernahme wesentlicher Strukturen und Programminhalte des TKV.
Im Jahre 1922 gelang es dem BVB, ein mit 20 % beteiligter Partner der Preußischen Landesbühne zu werden, an der außerdem nur der Preußische Staat mit 60 % und der Verband der Volksbühnenvereine mit 20 % beteiligt waren. Diese Beteiligung verschaffte dem BVB erhebliche staatliche Subventionen, die überhaupt erst eine Grundlage für das weitere Wachstum sicherstellten. 1923 inkorporierte der BVB eine kleinere Theaterbesucherorganisation, die Deutsche Bühne des Deutschnationalen Handlungsgehilfenverbandes (DHV). Damit konnte der BVB seinen Wirkungsbereich aus der katholischen Landesteilen in West- und Süddeutschland auch auf die evangelisch geprägten Regionen in Mittel-, Nord- und Ostdeutschland ausdehnen. Die Aufnahme von DHV-Funktionären in die Leitungsebene des BVB führte jedoch späterhin zu Misshelligkeiten, Intrigen und Wechseln in der Führungsspitze.

### Leitung

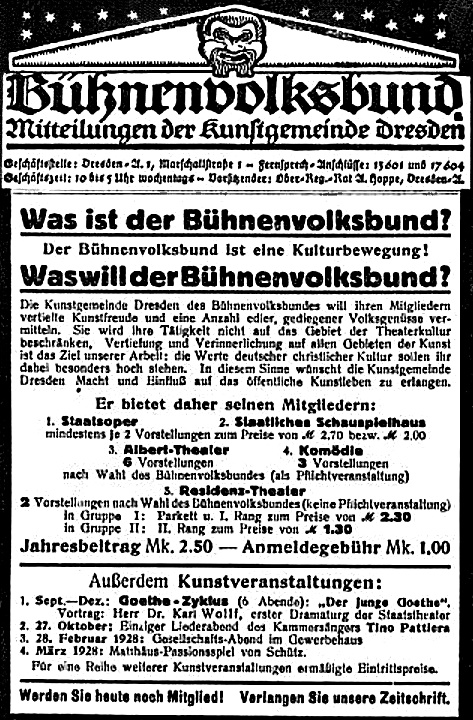
Anzeige des BVB in der Sächsischen Volkszeitung, 1. Oktober 1927

Der Bühnenvolksbund fungierte als Zentralorganisation mit einer Reichsgeschäftsstelle in Frankfurt am Main. Seine Gremien waren ein Bundesvorstand (bestehend aus Vorsitzendem, zwei Stellvertretern, Schatzmeister, sechs Beisitzern und Generaldirektor) und ein Bundesausschuss, mit 32 Personen, vor allem Delegierte und Leiter der Landesverbände und Theatergemeinden. 1929 verzeichnete der BVB einen Personalbestand von 180 Mitarbeitern. An der Spitze folgten aufeinander:
- Wilhelm Karl Gerst – 1919–1926 Generalsekretär, 1926–1928 Geschäftsführer
- Theodor Hüpgens – 1928–1929 Generalsekretär
- Otto Boelitz – 1926–1933 Vorsitzender des Bundesvorstands
- Hans Hinkel – 1933

In der ersten Gründungsjahren versuchte der BVB über Vertrauensmänner regionale kirchliche Vereine und Verbände für eine Mitgliedschaft zu gewinnen, diese sollten mit bereits ansässigen Personenmitgliedern einen Ortsausschuss bilden, um eine örtliche Theatergemeinde zu gründen. Oberhalb der Ortsgemeinden bestanden Bezirks- bzw. Landesverbände, schließlich die Bundesgeschäftsstelle. Ab 1926 konnten sich die Ortsgruppen auch als eigenständige Vereine organisieren. Die größten Landesverbände waren um 1930 Berlin (34.000), Reinland (30.000), und Sachsen (23.000), die größten Ortsgruppen jene in München (13.000) und Dresden (9.000). Von den 235 Ortsgruppen hatten 127 weniger als 300 Mitglieder. Im Wesentlichen stützte sich der BVB auf ein Dutzend größerer Theatergemeinden.
In den Leitungen der Landesverbände (Vorstände, Fachausschüsse, Aufsichtsräte) arbeiteten Personen und Honoratioren, die bereits andere Funktionen in Politik, Wirtschaft, Wissenschaft oder Kirche erfüllten oder nach dem Zweiten Weltkrieg übernahmen, etwa Heinrich Held, Adolf Leweke, Nikolaus Brem oder Käthe Staudinger.

### Organisationsabteilungen
Ein recht umfangreiches Bild über die in den 20er Jahren geleistete Arbeit vermittelte der BVB mit seinem Handbuch Wille und Werk von 1928. Demnach gab es 16 interne Abteilungen mit jeweils recht umfangreichen Arbeitsfeldern: Sekretariat (I), Organisation (II), Buchhaltung und Kasse (III), Personalreferat und Rechtsabteilung (IV), Jugendspielpflege (V), Heimatspielpflege (VI), Puppenspielpflege (VII), Theaterbetriebe (VIII), Grenz- und Auslandsdeutschtum (IX), Dramaturgie (X), Erwachsenenbildung (XI), Schriftleitung und Pressestelle (XII), Bibliothek (XIII), Ausstellungen (XIV), Fundusverwaltung (XV), Rundfunk (XVI) sowie den Bühnenvolksbundverlag.

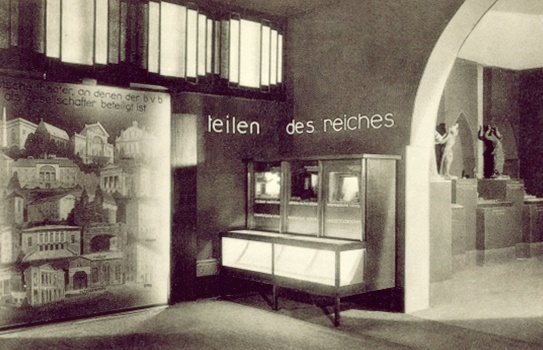
Ausstellungsräume des BVB, Deutsche Theaterausstellung 1927

Ein wichtiges Arbeitsfeld war die Ausrichtung von Schulungen, Lichtbildvorträgen und Lehrgängen, die sich an Mitglieder, Dramaturgen oder freie Spielscharen richteten. Von besonderer Bedeutung war Reichstagung des Bühnenvolksbundes in Mainz 1926 und die Teilnahme als Aussteller an der Deutschen Theaterausstellung 1927, bei der seitens des BVB mehrere Räume gestaltet wurden.

### Mitgliederstruktur
Mitgliedschaften gab es für Vereine (korporative Mitglieder) und Einzelpersonen (Reichsmitglieder) ab einem Alter von 18 Jahren. Von der sozialen Schichtung her war der BVB eher ein Kulturverband des Bürgertums, seine Mitglieder waren überwiegend kaufmännische und technische Angestellte, Beamte im mittleren und höheren Dienst sowie Gewerbetreibende und Kaufleute. Der Anteil von der Frauen an den Mitgliedern betrug 60 %. So waren etwa in München 61 % aller Mitglieder Frauen, unter den Berufstätigen stellten sie 48 % und 411 Frauen im Münchner Ortsverein waren akademische Beamte. Auch wenn Frauen im Bundesausschuss nicht vertreten waren, so waren sie doch in den unteren Ebenen durchaus präsent, so etwa Klara Marie Faßbinder, Leiterin des Landessekretariats Saarland. Die Rechte und Pflichten der Mitglieder waren in den jeweiligen Satzungen geregelt. Sie erhielten auch Einladungen zu verbandseigenen Vortrags- und Festveranstaltungen wie etwa Bällen.

### Geschäftsmodell
Die Ortsausschüsse oder Landesverbände vereinbarten mit den regionalen Theatern die Abnahme bestimmter Kartenkontingente, die von den Mitgliedern zu vergünstigten Preisen in den Geschäftsstellen erworben werden konnten (um die 50 % Rabatt). In der Anfangszeit zahlten Personenmitglieder einen Jahresbeitrag (für eine Spielzeit) von 10 Reichsmark, erhielten dafür Eintrittsvergünstigungen sowie kostenlose Theaterberatung und Zeitschriften des BVB. Die Jahresbeiträge konnten auch monatlich gezahlt werden. Die Kölner Theatergemeinde des Bühnenvolksbundes versah ihre Mitgliedsausweise mit Beitritts- und Zahlungsbedingungen – diese führten aus:

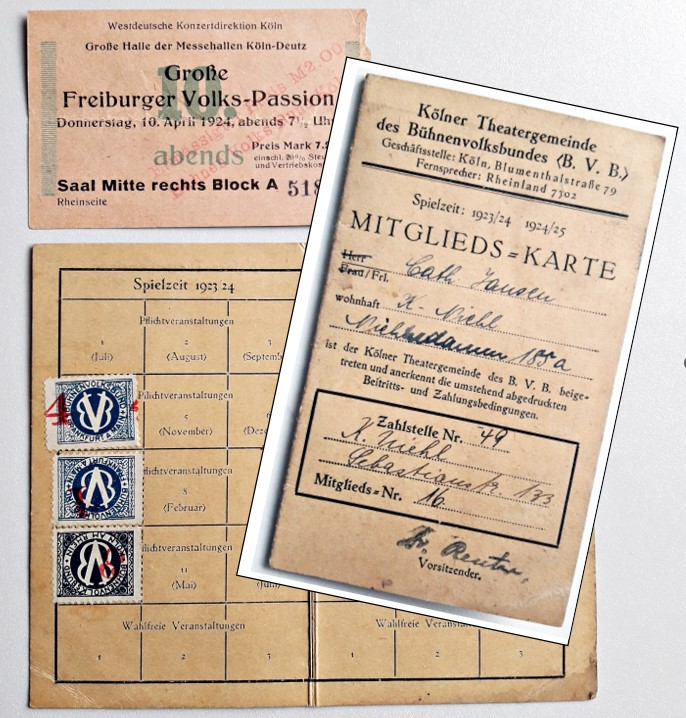
Mitgliedsausweis des Bühnenvolksbundes

„(...) 2. Grundsätzlich ist jedes Mitglied verpflichtet, in jedem Monat eine Veranstaltung als Pflichtvorstellung zu besuchen. Mitglieds- und Eintrittskarten sind jedoch übertragbar. (...) 4. Die Ausgabe der Eintrittskarten erfolgt am 8. Werktage vor der Vorstellung in der Zahlstelle. Jedem Mitglied wird abwechselnd aus einer von vier Platzgruppen eine Eintrittskarte zugewiesen.“

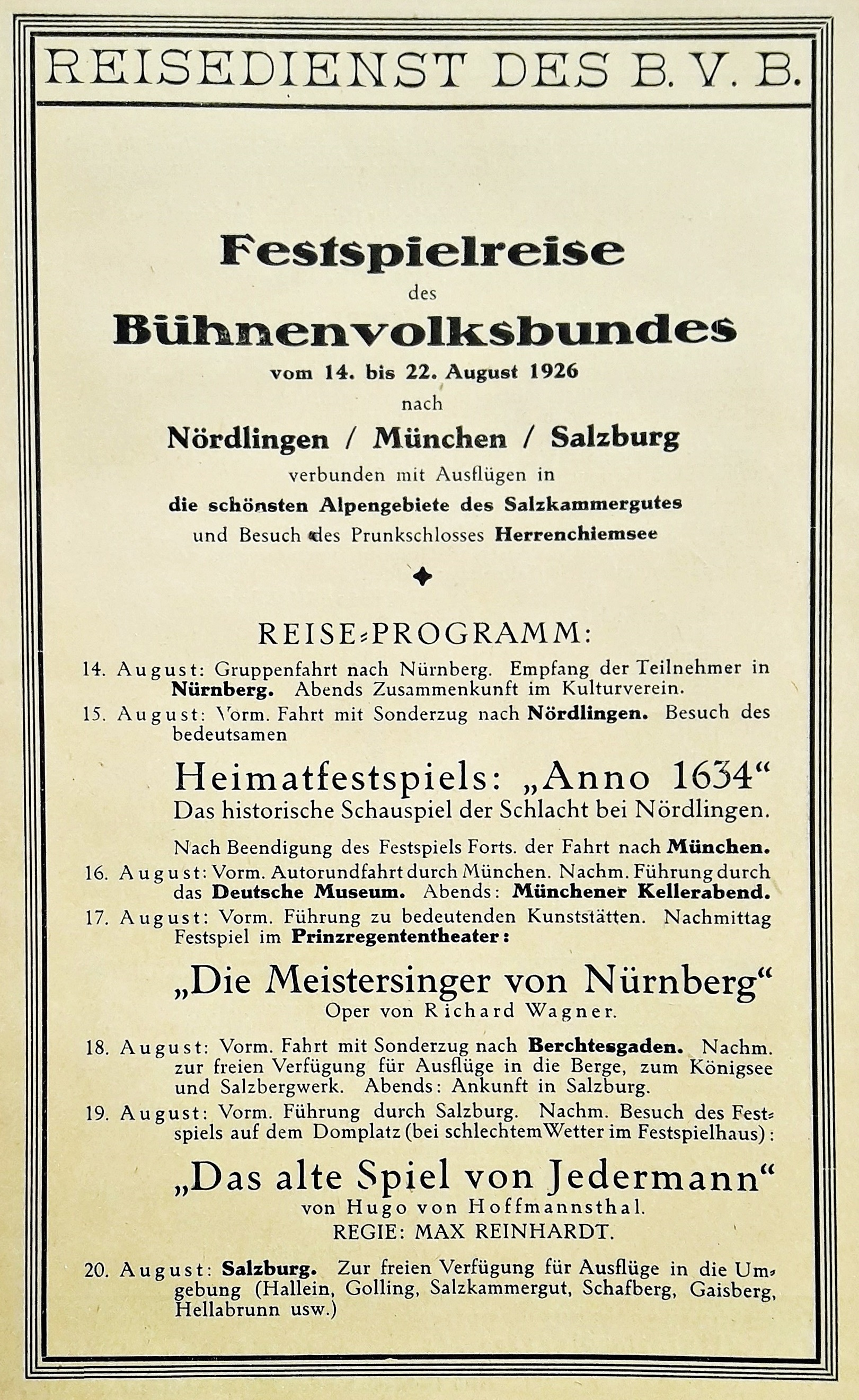
Theaterreise des BVB von 1926

Den Theatern erschloss der BVB über seine Pflicht-Abonnementbesuche eine große Zahl neuer Besucher. Die Menge der verkauften Karten war durchaus erheblich, beispielsweise nahm die Theatergemeinde München im Zeitraum 1919–1933 insgesamt 1.337.225 Schauspielplätze und 466.055 Opernplätze von den bayerischen Staatstheatern ab. Die Münchner Theatergemeinde unterhielt zudem einen eigenen Kulturreisedienst, der zugleich als Reisedienst des BVB den Besuch von Heimatspielen, Nationalopern oder geistlichen Spielen in Deutschland organisierte.
Dennoch wäre der Zentralverband nicht liquide gewesen ohne die Zuschüsse des Landes Preußen. So erhielt der BVB beispielsweise In der Spielzeit 1929/30 über die Preußischen Landesbühne einen Zuschuss von 300.000 Reichsmark und hatte demgegenüber eigene Mitgliederbeiträge in Höhe von 130.000 Reichsmark.

### Auflösung
Die finanziellen Schwierigkeiten und Querelen in der Reichsgeschäftsstelle Ende der 1920er Jahre führten zu einer teilweisen Verselbständigung der Landesverbände. In der politischen Konfliktlage geriet der BVB zunehmend ins Visier der erstarkenden NSDAP. Diese hatte auf dem 3. Reichsparteitag im August 1927 „kulturelle Richtlinien zur Gewinnung der geistig Schaffenden“ beschlossen und Anfang 1928 die „Nationalsozialistische Gesellschaft für deutsche Kultur“ (NGDK) gegründet, kurz darauf umbenannt in Kampfbund für deutsche Kultur (KfdK). Dessen Theatersektion bezeichnete sich als „Nationaler Bühnenvolksbund“ und versuchte, Personen, Mitglieder und ganze Ortsausschüsse des BVB abzuwerben. Bis zu einem gewissen Grade bemühte sich der BVB Anfang der 1930er Jahre um einen Ausgleich und um Fürsprecher bei den rechtsnationalen Kräften, etwa indem stark vergünstigte Theatervorstellungen an Organisationen wie den Stahlhelm, Bund der Frontsoldaten, vermittelt wurden.
Wenige Wochen nach der Machtergreifung der NSDAP im März 1933 setzte die Gleichschaltung des BVB ein. Die Groß-Berliner Theatergemeinde erklärte ihren korporativen Anschluss an den KfDK, wählte Staatskommissar Hans Hinkel in den Berliner Vorstand und setzte seine Ernennung zum Vorstandsvorsitzendes des BVB durch. Da weitere Ortsgruppen ein Umschwenken signalisierten und die Subventionen des Landes Preußen in Frage standen, eröffnete die Geschäftsführung des BVB zusammen mit einigen Vorstandsmitgliedern ein abschließendes Konkursverfahren. Die Reste des BVB wurden daraufhin zusammen mit der Volksbühnenbewegung in der NS-Organisation „Deutsche Bühnen“ zwangsvereinigt, diese 1934 zusammen mit dem KfDK fusioniert zur NS-Kulturgemeinde, die wiederum der Freizeitorganisation „Kraft durch Freude“ unterstand.
Zu den BVB-Spitzenkräften, die sich gegen die Gleichschaltung entschieden wehrten, zählte der Dramaturg, Verlagsleiter und Bühnen-Aufsichtsrat Rudolf Rößler.

## Theaterästhetische Programmatik

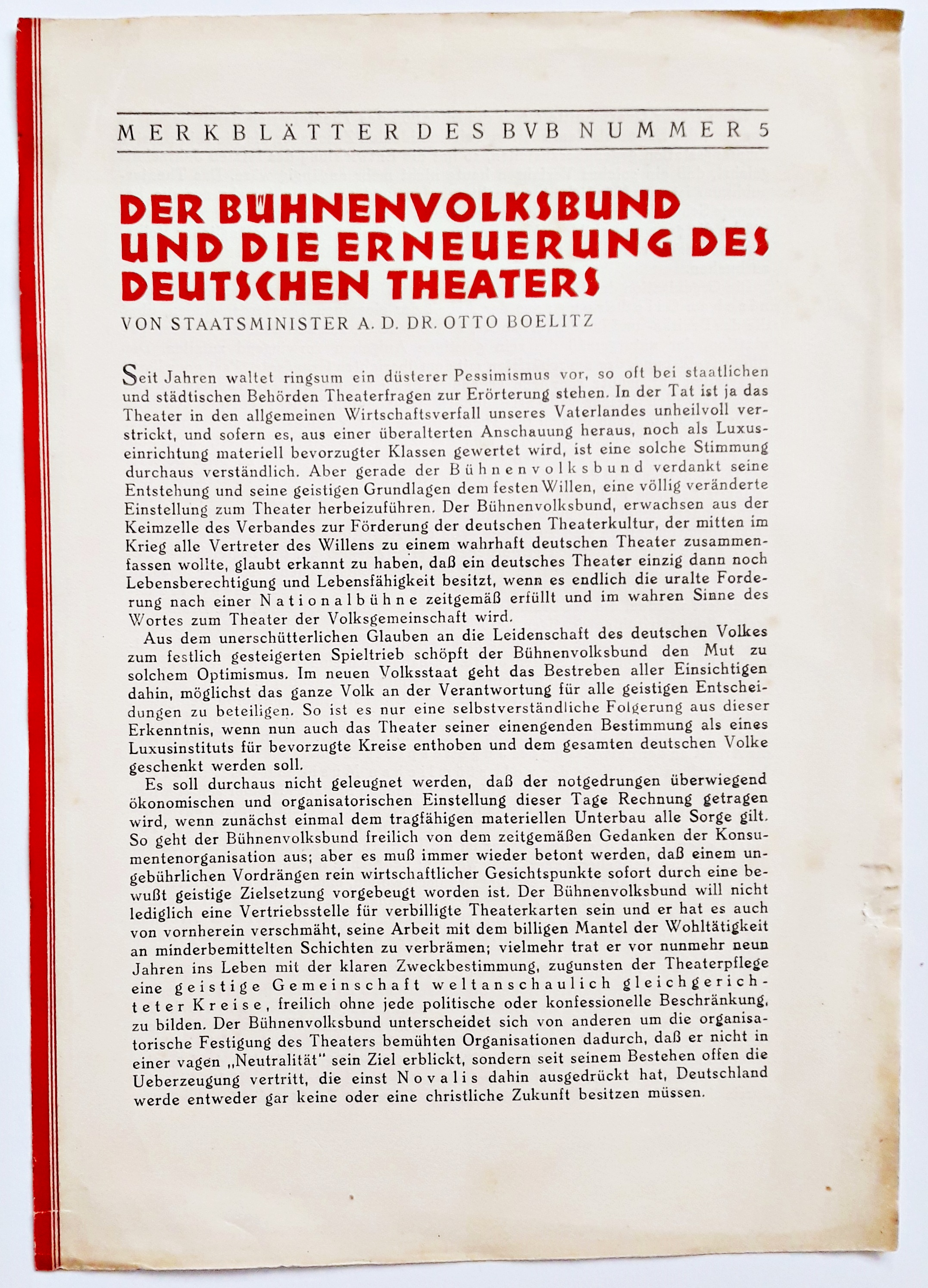
Merkblatt des BVB von 1928

Der BVB entwickelte Umrisse eines dramaturgischen Programms, das im Bereich der Wanderbühnen, der Jugend- und Laientheater durchaus umgesetzt wurde, das aber bei den institutionellen Theatern auf Widerstände stieß. So beschrieb der Vorstandsvorsitzende Otto Boelitz 1928 in einem Merkblatt den BVB allgemein als eine „geistige Gemeinschaft weltanschaulich gleichgerichteter Kreise, freilich ohne jede politische oder konfessionelle Beschränkung“, führte aber aus: 
„Der Bühnenvolksbund unterscheidet sich von anderen um die organisatorische Festigung des Theaters bemühten Organisationen dadurch, dass er nicht in einer vagen ‚Neutralität‘ sein Ziel erblickt, sondern seit seinem Bestehen offen die Ueberzeugung vertritt, die einst Novalis dahin ausgedrückt hat, Deutschland werde entweder gar keine oder eine christliche Zukunft besitzen müssen.“
Damit stand der BVB in einer in die Zeit um 1800 zurückreichenden Tradition, die Kunst als transzendentales Ereignis verstand, im Grunde eine Verbindung idealistisch-klassischer und national-romantischer Positionen, wie sie sich bei Novalis Rede Die Christenheit oder Europa, der Transzendentalpoesie Friedrich Schlegels oder dem „romantischen Drama“ in der Ästhetik Hegels vorformuliert fand. Zentrale Begriffe der Aufsätze in den BVB-Publikationen waren „Geist“, „Gemeinschaft“ oder „Organismus“.
Wie einer der Autoren der BVB-Publikationen schrieb, ging es darum, sowohl „Das Volk dem Theater zu gewinnen und auf der anderen Seite das Theater wieder seine große gemeinschaftsbildende Kraft auswirken zu lassen, auf das wir 'ein Volk' werden“ als auch um die „künstlerische Gestaltung des christlichen Weltgefühle in seiner kosmischen Weite und Tiefe“. Hinsichtlich der Inszenierung eines solchen Volkstheaters wurde die kultische Inszenierung und das am Wort ausgerichtete Sprechtheater empfohlen.
Im „Spielplan des Kulturtheaters“ fanden sich gleichwohl Dramatikernamen wie Goethe, Schiller, Shakespeare, Molière, Ford, Marlowe, Tolstoi und Tschechow. Mit besonderem Nachdruck allerdings Mysterien-, Passions- und Osterspiele oder kirchliches Welttheater im Stile Calderons und Lope de Vegas. Im Jahre 1928 standen in den Programmen der Wanderbühnen auch Stücke von Lessing, Eichendorff, Benedix, Kleist, Hebbel, Goldoni, Max Mell, Ibsen, Strindberg, Shaw und Hauptmann. Zwar versuchte der BVB immer wieder, die Theater zur Aufnahme christlicher Stoffe zu bewegen, doch stießen diese nicht immer auf ausreichenden Zuspruch eines zahlenden Publikums.

## Bühnenbeteiligungen
Über viele Jahre versuchte die Leitung des Theaterbundes, ein größeres Theater in einer deutschen Metropole für den Eigenbetrieb zu erwerben (Berlin, Hamburg, Dresden). Zur Spielzeit 1924/25 wurde in Berlin das Dramatische Theater erworben, das allerdings schon drei Wochen nach dem Erwerb wegen bereits bestehender Schulden und eines ungenügenden Programms Konkurs anmelden musste. Der BVB geriet durch einen Gesamtverlust von 75.000 Reichsmark erstmals ernsthaft in Finanzprobleme, die sich in den Folgejahren noch verstärkten.
Ab 1924 betrieb der Bühnenvolksbund acht Wanderbühnen, die mit ihrem Repertoire durch kleinere, theaterlose Städte einer Region zogen. Von diesen Bühnen bestanden zwischen 1928 und 1933 fünf durchgehend (Schlesische Bühne, Südwestdeutsche Bühne, Mitteldeutsche Bühne, Ostpreußische Bühne und Westdeutsche Bühne) sowie weitere drei Bühnen für einen begrenzten Zeitraum (Märkische Bühne, Brandenburgische Bühne, Münchner Musikbühne). Gespielt wurde ausschließlich in Orten, in denen es BVB-Ortgsgruppen gab.

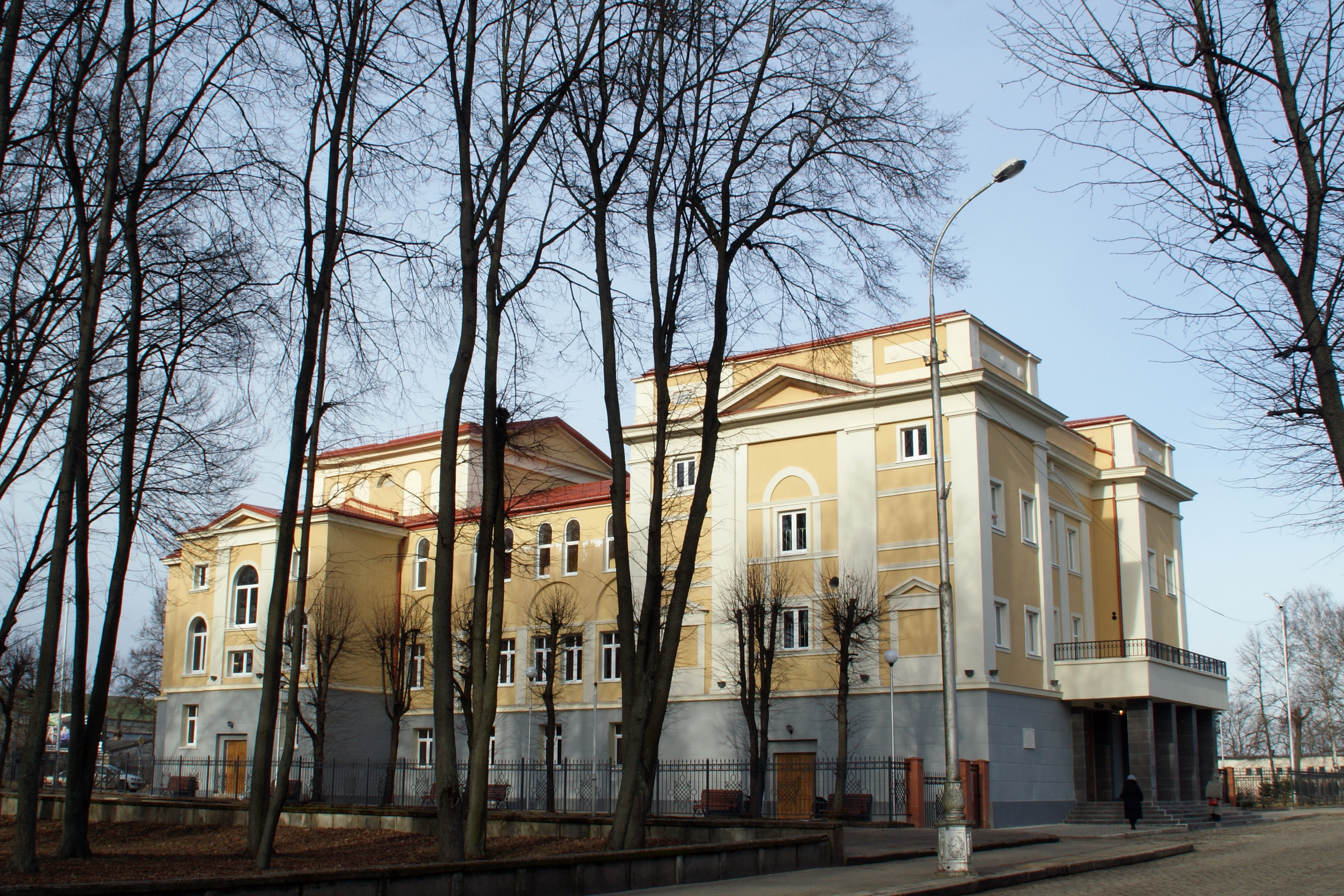
Theater Tilsit - Советск. Здание драматического театра

In dieser Zeit besaß der BVB darüber hinaus Gesellschafteranteile an 15 gemischtwirtschaftlichen Theaterbetrieben, überwiegend kleineren Landes- und Stadttheatern: Landestheater Südostpreußen (Alleinstein), Stadttheater Altona, Oberschlesisches Landestheater (Beuthen), Stadttheater Bielefeld, Stadttheater Brandenburg an der Havel, Stadttheater Brieg, Stadttheater Neiße, Rheinisches Städtebundtheater (Neuß), Schauspielhaus Potsdam, Schauspielhaus Remscheid, Stadttheater Saarbrücken, Landestheater/Grenzmark-Landestheater Schneidemühl, Württembergische Volksbühne (Stuttgart), Stadttheater Tilsit. Der BVB versuchte darüber eine theaterkulturelle Versorgung und Volksbildung gerade in jenen Regionen zu gewährleisten, die durch die Gebietsverluste des Deutschen Reiches nach dem Versailler Vertrag an die äußerste Peripherie der Republik geraten waren.
Darüber hinausgehend unterhielt der BVB drei Puppenbühnen als Eigenbetriebe, organisierte zahlreiche Laienspielgruppen und fasste unter dem Dach eines Reichsausschuß Deutscher Heimatspiele insgesamt 31 Heimatspielveranstalter zusammen.

## Kulturpolitik

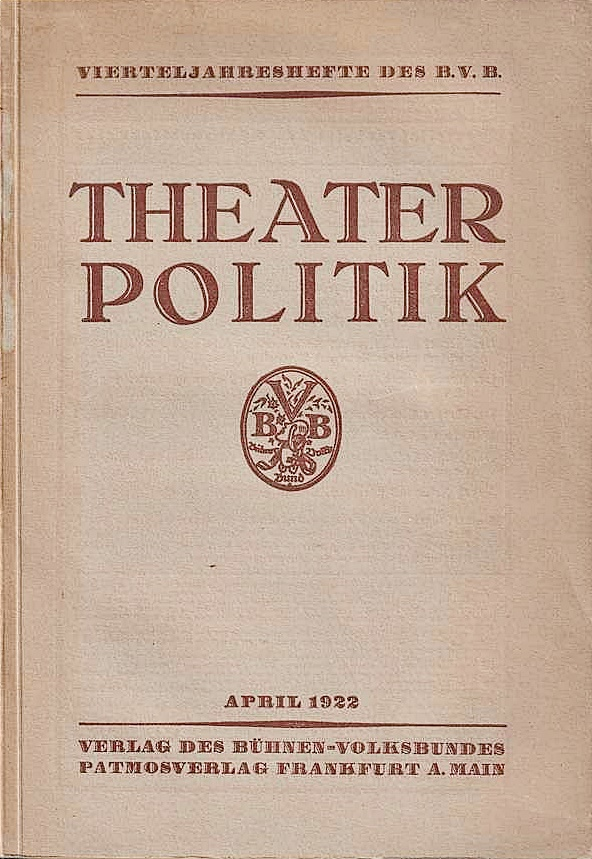
Vierteljahresheft des Bühnenvolksbundes, Heft 5–6

Seine kulturpolitischen Initiativen verstand der BVB eher als weltanschaulich (christlich-konservativ) ausgerichtet und weniger als parteipolitisch. Es galt die Maxime einer „normativen Politikferne“. Deutliche Gegnerschaft formulierte der BVB zum politischen Theater, wie es von linken Parteien gezielt als Mittel der Agitation eingesetzt wurde. Bühnenwerke mit thematischer Ausrichtung an Staat, Politik, Sozialem und Recht wurden als propagandistische Tendenzdramatik eingestuft, als „linksradikale Stoffwahl (…) und Proletenkult“.
Führende Personen auf Leitungsebene waren Mitglieder rechtskonservativer Parteien, dem Zentrum, der DVP und DNPV, zeitweilig sogar mit Abgeordnetenmandaten. Jedoch bemühte man sich, ein breites Spektrum von Sozialkatholiken über Liberale bis zu antirepublikanischen Rechten abzubilden. So galt etwa der Landesverband Rheinland eher als „links“, während einige Theatergemeinden im Norden und Osten durch antisemitische und antirepublikanische Äußerungen auffielen. Erst mit Beginn der 1930er Jahre war ein verstärkter Einfluss nationalsozialistischer Kreise zu bemerken, die der BVB teils zu integrieren und anderenteils als Konkurrenz auf Distanz zu halten versuchte.
Die kulturpolitischen Bemühungen des BVB galten insbesondere einer Gremienarbeit in Kulturausschüssen von Reich und Ländern, wobei es vor allem darum ging, im Sinne der Volkserziehung und der moralisch-sittlichen Besserung zu wirken (gegen Tingeltangel, Nackt-Revuen etc.). Ziel war die Mitarbeit an einem neuen Reichstheatergesetz, das verbindliche Regelungen zur Kommunalisierung der Theater, zur Konzessionsvergabe und etwaiger Zensur regeln sollte. Bekannte Vertreter waren unter anderem Reinhard Mumm, der 1926 wesentlich an der Gestaltung des neuen Lichtspielgesetzes und des Gesetzes zur Bewahrung der Jugend vor Schund- und Schmutzschriften mitwirkte. Hinsichtlich der Konzessions-Politik wandte sich der BVB Zeit seines Bestehens gegen privatkapitalistische Betriebsformen und forderte die Übernahme und Grundfinanzierung durch die öffentliche Hand. Statt reiner Gewinnerzielung sollten die Bühnen vor allem der Kunstpflege und Volksbildung dienen. Ein Reichstheatergesetz wurde erst nach der Auflösung des BVB durch das NS-Regime im Jahre 1934 in viel verschärfterer Form eingeführt.

## Verlag und Bühnenvertrieb
Bereits im Gründungsjahr begann der BVB seine Arbeit mit Druckerzeugnissen zu dokumentieren, seit 1920 existierte ein Dramenvertrieb (Theaterverlag), der Stücke überwiegend katholischer Autoren an Bühnen und Theatergruppen vermittelte. Zudem war dem BVB sehr daran gelegen, mit theaterästhetischen und -politischen Schriften in das Publikum und die Theaterschaffenden hineinzuwirken. Zu diesem Zweck übernahm der Verband 1923 den Patmos Verlag des Autors Leo Weismantel und bildete daraus den Bühnenvolksbundverlag. Regelmäßige und aufeinander folgende Periodika waren von 1921 bis 1922 die Vierteljahreshefte mit Aufsätzen mehrerer Autoren zu einem bestimmten Oberthema, danach Magazine wie Der Bühnenvolksbund, Die Blätter für Laien und Jugendspieler, Das Nationaltheater (ab 1928) und die Deutschen Bühnenblätter (um 1933). Auch einzelne Landes- oder Ortsverbände gaben eigene kleine Schriftenreihen heraus.
Chefredakteur und Schriftleiter des Verlages war über viele Jahre Gustav Rassy. Unter den Autoren, deren Essays und Schauspieltexte in den Publikationen erschienen waren unter anderem Leo Weismantel, Alfons Paquet, Otto Brües, Margarethe Cordes, Ludwig van Laak, Walther Eckart, Walter Harlan, Karl von Felner, Franz Johannes Weinrich, Alois Johannes Lippl, Sebastian Wieser, Georg Terramare. Einige der zeitgenössischen Autoren wie Heinz Steguweit, Wilhelm von Scholz, Walter Blachetta oder Erwin Guido Kolbenheyer wurden nach 1933 der Literatur der NS-Zeit zugerechnet.

### Primärliteratur

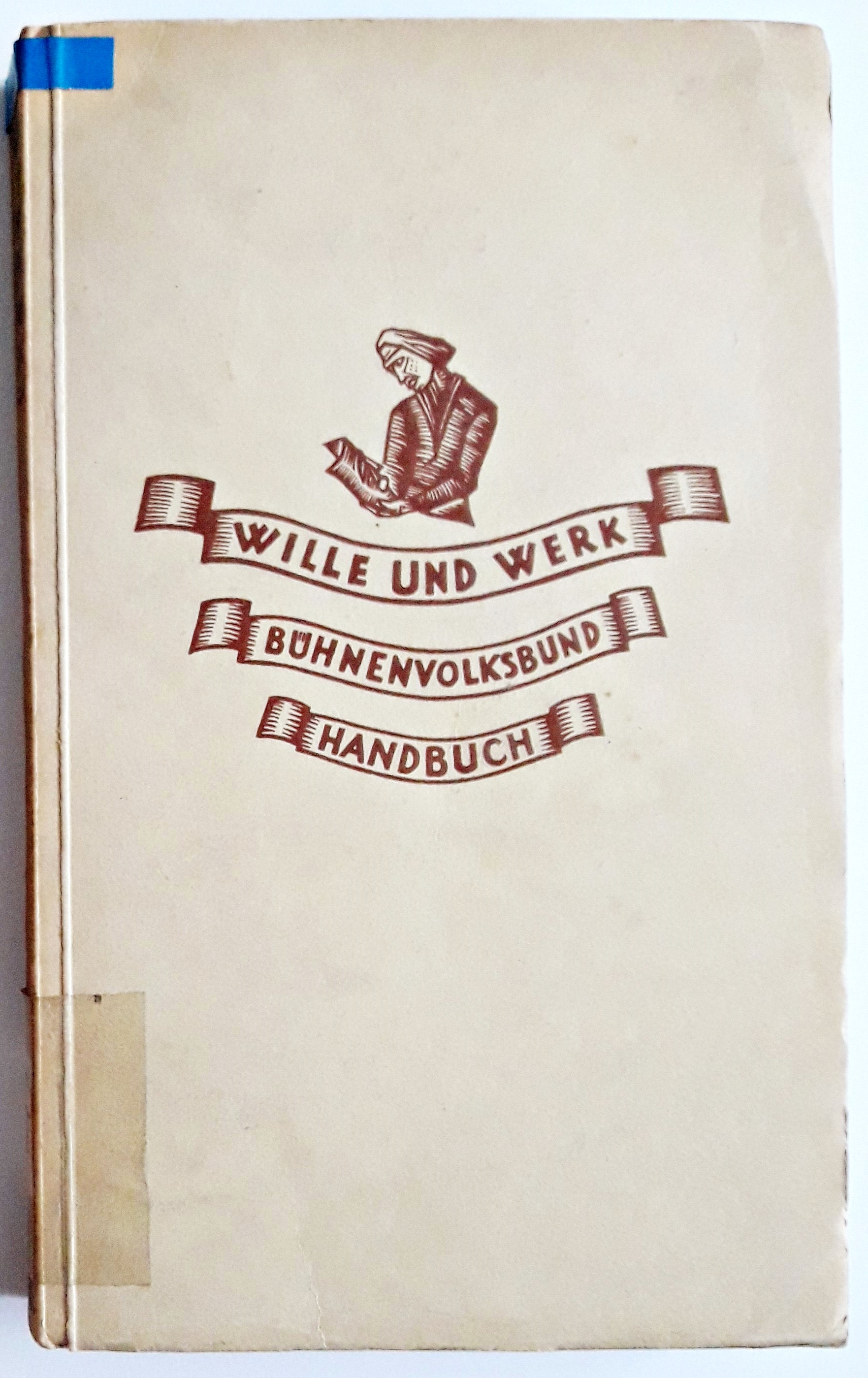
Wille und Werk

- Karl Wilhelm Gerst: Wille und Werk. Ein Handbuch des Bühnenvolksbundes. Berlin 1928
- Vierteljahreshefte des Bühnenvolksbundes (1921–22). Bd. 1/2: Das Theater der Zukunft. Bd. 3/4: Hans Pfitzner. Bd. 5/6: Theater-Politik.
- Der Bühnenvolksbund. Zweimonatsschrift des Bühnenvolksbundes. Reichsblätter des BVB 1(1925/26) – 3 (1927/28)
- Das Nationaltheater. Zweimonatshefte des Bühnenvolksbundes (1928–1930); und als Vierteljahresschrift (1939–33)
- Deutsche Bühnenblätter. Theaterkorrespondenz und dramaturgische Korrespondenz des Bühnenvolksbundes (1932/33)
- Blätter für das Laienspiel. (1924/25) und Blätter für Laienspieler (1928/29)
- Mitteilungsblätter zahlreicher Landesverbände und Ortsgemeinden

### Sekundärliteratur
- Konrad Dussel: Die Kunst dem Volke. Zur ökonomischen, sozialen und kulturellen Bedeutung der Theaterbesucherorganisationen 1889–1950. In: LiTheS. Zeitschrift für Literatur- und Theatersoziologie 10 (2017). Sonderband 5 Musiktheater in Deutschland in der ersten Hälfte des 20. Jahrhunderts, S. 219–247 (uni-graz.at).

- Walter Feldmann: Die Theaterbesucherorganisationen und ihre wirtschaftliche und soziale Bedeutung für das Theater. Dissertation. Göttingen 1930.
- Gregor Kannberg: Der Bühnenvolksbund. Verlag Ralf Leppin, Köln 1997.
- Britta-Marie Schenk: Das Theater der Zukunft? Theaterkritik und Reformvorstellungen des christlich-nationalen Bühnenvolksbundes in der Weimarer Republik. Kleine Schriften der Gesellschaft für Theatergeschichte e.V., Heft 45, Berlin 2011

## Belegnachweise
1. ↑  Gregor Kannberg: Der Bühnenvolksbund. Verlag Ralf Leppin, Köln 1997, ISBN 3-9804380-5-8, S. 17 ff.
2. ↑  Ludwig Seelig: Geschäftstheater oder Kulturtheater? Berlin 1914.
3. ↑  Britta-Marie Schenk: Das Theater der Zukunft? In: Kleine Schriften der Gesellschaft für Theatergeschichte e.V., Heft 45. Berlin 2011, S. 18.
4. ↑  Gregor Kannberg: Köln 1997. S. 43.
5. ↑  Schenk: Berlin 2011. S. 37 ff.
6. ↑  Kannberg: Köln 1997. S. 17 f.
7. ↑  Kannberg: Köln 1997. S. 20.
8. ↑  Karl Wilhelm Gerst: Wille und Werk. Ein Handbuch des Bühnenvolksbundes. Hrsg.: Arbeitsgemeinschaft in der Reichsgeschäftsstelle des Bühnenvolksbundes. Bühnenvolksbundverlag, Berlin 1928.
9. ↑  Kannberg: Köln 1997. S. 22.
10. ↑  Schenk: Berlin 2011. S. 40.
11. ↑  Historisches Lexikon Bayerns: Theatergemeinde München.
12. ↑  Kannberg: Köln 1997. S. 24.
13. ↑  Kannberg: Köln 1997. S. 103.
14. ↑  Historisches Lexikon Bayerns.. Kampfbund für deutsche Kultur: Kampfbund für deutsche Kultur (KfdK). (historisches-lexikon-bayerns.de).
15. ↑  Kannberg: Köln 1997. S. 107.
16. ↑  Schenk: Berlin 2011. S. 84 ff.
17. ↑  Robert Grosche: Das christliche Drama der Gegenwart im deutschen Sprachraum. In: Der Spielplan des Kulturtheaters. Zeitschrift des Bühnenvolksbundes. Sammelband 1923. Frankfurt 1923, S. 63–67.
18. ↑  Wilhelm Karl Gerst: Wille und Werk. Ein Handbuch des Bühnenvolksbundes. Berlin 1928, S. 131 f.
19. ↑  Schenk: Berlin 2011. S. 53.
20. ↑  Kannberg: Köln 1997. S. 37.